# Boonville (Missouri)
Boonville é uma cidade localizada no estado americano de Missouri, no Condado de Cooper.

## Demografia
Segundo o censo americano de 2000, a sua população era de 8202 habitantes. 
Em 2006, foi estimada uma população de 8755, um aumento de 553 (6.7%).

## Geografia
De acordo com o United States Census Bureau, Boonville tem uma área de 19,0 km², dos quais 17,8 km² cobertos por terra e 1,2 km² cobertos por água.

## Localidades na vizinhança
O diagrama seguinte representa as localidades num raio de 20 km ao redor de Boonville. 